# Alphonse-Louis du Plessis de Richelieu
Alphonse-Louis kardinal du Plessis de Richelieu, francoski rimskokatoliški duhovnik, škof in kardinal, * 1582, Pariz, † 23. marec 1653, Lyon.

## Življenjepis
6. decembra 1625 je bil imenovan za nadškofa Aixa, 27. aprila 1626 je bil potrjen in 21. junija 1626 je prejel škofovsko posvečenje.
Septembra 1628 je bil imenovan za nadškofa Lyona; 27. novembra 1628 je bil potrjen.
19. novembra 1629 je bil povzdignjen v kardinala.
Njegov brat je bil Armand Jean du Plessis de Richelieu, kardinal, politik in prvi minister Ludvika XIII.